# Sepedomerus bipuncticeps
Sepedomerus bipuncticeps är en tvåvingeart som först beskrevs av Malloch 1933.  Sepedomerus bipuncticeps ingår i släktet Sepedomerus och familjen kärrflugor. Inga underarter finns listade i Catalogue of Life.